# الكدمي (صبيا)
الكدمي، هو مركز سعودي يتبع محافظة صبيا التابعة لمنطقة جازان جنوب غرب السعودية. حيث يقع شمال شرق محافظة صبيا بمسافة 23 كم تقريبا وحدوده الإدارية من الشمال محافظة بيش ومن الشرق محافظة العيدابي ومن الغرب محافظة صبيا ومن الجنوب محافظة ضمد. وقد تأسس المركز عام 1397هـ.

## السكان
عدد سكان مركز الكدمي يتجاوز 12.000 ألف نسمه.

## القرى التابعة للمركز
يتبع المركز العديد من القرى والهجر، وهذه القرى:
- الكدمي
(مقر المركز ويبعد عن محافظة صبيا حوالي 23 كم)
- الحسينية
- الصافح
- الوحاشية
- المروة
- عليان
- النحس
- السرين
- مردوسة
- الرايغة
- باطن الزعكة
- الزهب
- أم البهم
- الوجد
- الكدرة
- الخليف
- أم الصيد
- السود
- المصيادة
- القحمة
- القنبرة
- الوجيه
- المبروق
- المشلحة
- الغريف
- المقبص
- طناطن
- الهيجة
- قايم البصة
- المعاسير
- قايم الجعفري
- مسلوعة
- المشاف
- أبو الظهية
- المعسوم
- السمر
- التربة
- الاصناع
- العضن
- الشقفة
- المعاجن
- الزبرة
- المنتزه
- الردحة
- الشخري
- الشقيبة
- قايم حويس
- العقدة
- أبو الصيد
- البيركات
- الأحواش
- المهدب
- الحمرة
- السبتة
- السبخة
- المصنع
- المربدة
- المنطرح
- أبو سراير
- حلة ضعافي
- الطوالبه
- الخلاف
- السياني
- مرمده
- البقاشة
- سر الميفا
- العزافي
- العزازية
- قعسلي
- قابر بوه
- أم الغليف
- أبو الخيرة
- قايم المصيادة
- الجوف الجنوبي
- المطلع
- قبر الكرس
- المسلوعة
- غريف الحسيني
- الجر الأعلى
- الجر الأسفل

## آثار الكدمي
- تظهر آثار فترة الاستيطان الأولى في هذه المنطقة، كما أُستخدمت حجارتها للمباني القائمة حيث شوهدت بعض التيجان وسط جدران الأطلال، كما أُستخدمت الأعمدة الاسطوانية، وبعض الكتل الحجرية المنقوش عليها بعض الحروف بالخط المسند كاعتاب المداخل
- وجود حفرتين متجاورتين منحوتتين وسط صخر مرتفع متوسط مقاساتهما 200سم×80سم، والعمق المتبقي منهما حوالي 150سم، وقد غُطي إحداهما بحجارة، وربما أُستخدمت لأغراض التزيين.[2]